# ライデンフロスト効果
ライデンフロスト効果（ライデンフロストこうか、英語: Leidenfrost effect）とは、液体をその沸点よりも高温に熱した固体の上に垂らしたときに、液体の下部から蒸発した蒸気の層が固体と液体との間に介在して両者間の熱伝導を阻害するために、液体が瞬時に蒸発してしまうのを妨げる効果のことである。

## ライデンフロスト現象
この現象はライデンフロスト現象と呼ばれ、例えば熱したフライパンに水滴を落とした時に観察することができる。
固体の温度が液体の沸点以上であれば両者の種類は特に限定されないが、以下の説明を簡単にするためにフライパンと水を例に挙げて説明する。
フライパンの温度が摂氏100度近くか又はそれ以上になった時、その表面に水滴が垂らされると、水滴のうちフライパンに接する部分が蒸発して薄い蒸気の層を作り、この蒸気の層は水滴の残りの部分がフライパンと直接接触するのを阻むことになる。また、蒸気の層は水滴がフライパンに接触する度に両者の間に瞬間的に発生し、さらに蒸気の対流によって加熱された水滴の下部からも常に新たな蒸気が補給されるために、フライパンと水滴との接触は殆ど起こらなくなる。この結果、フライパンから水滴への熱伝導が非常に遅くなり、水滴の蒸発に時間がかかるようになる。また、蒸気の層の上に浮いている水滴はフライパンとの摩擦が小さくなるため、フライパン上で容易に横滑りするようになる。
ドイツの医師ヨハン・ライデンフロストが1756年の論文 “De Aquae Communis Nonnullis Qualitatibus Tractatus” で論じたためにこの名がついた。現象自体は1732年にオランダのヘルマン・ブールハーフェによって観察されている。

## ライデンフロスト温度

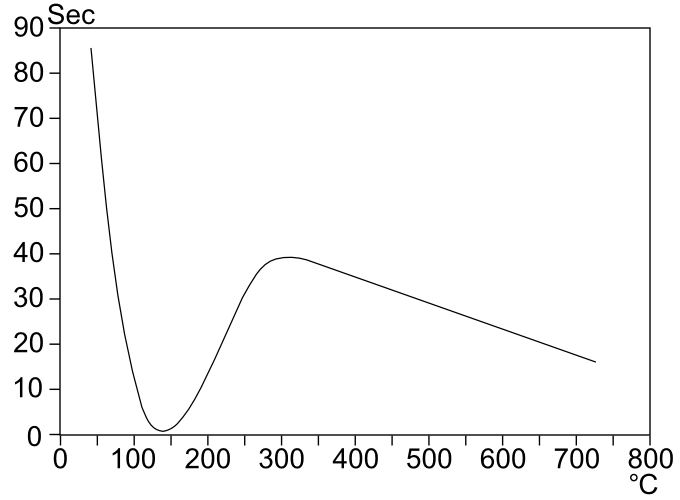
水では、140℃付近で反転した後、300℃付近で再び反転する。

出典によってライデンフロスト温度の定義が異なっており、
1. ライデンフロスト現象が最高となる温度[1]
2. ライデンフロスト現象の始まる温度[2]

の両方が混在して用いられていると推定できる。

### 最高となる温度
ライデンフロスト現象では高温固体の温度変化に応じた液体の蒸発時間に特異なピーク点が存在する。例えば、水では固体表面側が摂氏90度から140度付近までは滴は高温になるほど早く蒸発するがそれ以降は、140度付近から300度前後までは、温度が高いほど蒸発に時間が掛かるようになり、300度前後でピークを迎えた後は、再び温度が高いほど早く蒸発する。この300度付近にあるピークの温度は（最高となる温度の）ライデンフロスト温度と呼ばれる。ライデンフロスト現象が起こる温度は高温固体側の表面濡れ性も関係するという研究もある。

### 始まる温度
ライデンフロスト温度を予測することは難しい。液滴の量を同じにしても、加熱板表面の性質、液体に含まれる不純物などによって大きく変わり得るからである。理論的なモデルを使った研究が行われているが、これは非常に複雑なものとなっている。
粗い見積りでは、水一滴をフライパンに落とすケースの場合の（始まる温度の）ライデンフロスト温度は摂氏160度となる。